# Chrysoperla dozieri
Chrysoperla dozieri là một loài côn trùng trong họ Chrysopidae thuộc bộ Neuroptera. Loài này được Smith miêu tả năm 1931.